# 캔디스 스워너풀
캔디스 스워너풀(영어: Candice Swanepoel,  /ˈswɒnəpuːl/;, 1988년 10월 20일 ~ )은 남아프리카 공화국의 모델이다. 그녀는 빅토리아 시크릿의 앤젤로 가장 잘 알려져 있다. 2010년부터 빅토리아 시크릿의 앤젤로서 국제적으로 얼굴을 알렸다. 2016년 그녀는 〈포브스〉의 최고 수입을 거둔 모델 목록에서 8위를 차지했다.

## 성장 과정
스워너풀은 1988년 10월 20일, 남아프리카 공화국 콰줄루나탈 주 무이리버에서 빌럼 스워너풀과 에일린 스워너풀 (결혼전 성씨는 그린) 사이에서 태어나 네덜란드계 아프리카너 가정에서 자랐다. 그녀의 아버지는 이전에 움탈리로 알려진 짐바브웨 출신이다. 그녀의 어머니는 남아프리카 공화국 출신이다. 그녀에게는 스테픈이라는 오빠가 있다. 어린 시절 그녀는 발레 댄서였다. 스워너풀은 인근 힐튼에 있는 세인트 앤 다이오세산 칼리지의 기숙 학교에 다녔다. 15세 때, 그녀는 더반 프리마켓에서 모델 스카우트에 의해 발탁되었다.

## 경력
스워너풀은 미국판, 이탈리아판, 영국판, 스페인판, 독일판, 그리스판, 러시아판, 오스트레일리아판, 브라질판, 일본판, 한국판, 중국판과 멕시코판 〈보그〉, 브라질판, 영국판, 독일판과 남아프리카 공화국판 〈엘르〉, 영국판, 남아프리카 공화국판, 루마니아판, 멕시코판과 중국판 〈GQ〉, 미국판, 스페인판, 체코판, 아르헨티나판, 터키판과 한국판 〈하퍼스 바자〉, 〈V〉, 〈얼루어〉, 〈W〉와 〈i-D〉의 화보에 출연했다.
스워너풀은 펜디, 샤넬, 토미 힐피거, 돌체 앤 가바나, 마이클 코어스, 도나 카란, 잠바티스타 발리, 제이슨 우, 프라발구룽, 래그&본, 오스카 드 라 렌타, 엘리 사브, 다이앤 본 퍼스텐버그, 스포트막스, 벳시 존슨, 스텔라 매카트니, 빅터앤롤프, 지방시, 베르사체, 모스키노, 장 폴 고티에, 크리스찬 디올, 블루마린, 에트로와 랄프 로렌의 런웨이 모델로 일했다.
그녀는 톰 포드, 오스카 드 라 렌타, 지방시, 미우미우, 토미 힐피거, 래그&본, 랄프 로렌, 쟈이치 첸, 마이클 코어스, 블루마린, 베르사체, 프라발구룽, 디젤, 게스, 스와로브스키, 아구아 벤디타, 콜치, 트루릴리젼, 나이키, 쥬시 꾸뛰르의 광고 캠페인 모델로 일했으며, 2007년부터 2018년까지 빅토리아 시크릿에서 활약했다. 또한 란제리 브랜드의 광고에 출연하는 것 외에도 린제이 엘링슨, 로지 헌팅턴화이틀리, 베하티 프린슬루와 에린 헤더튼과 함께 2010년 "SWIM" 카탈로그의 특성 모델이었다.
2010년에, 스워너풀은 빅토리아 시크릿의 전속 모델인 엔젤이 되었다. 2010년 8월 12일, 스워너풀은 공식적으로 빅토리아 시크릿 매장을 웨스트 에드먼튼 몰에 캐나다 최초로 오픈했다. 2013년에 스워너풀은 빅토리아 시크릿 스윔 카달로그의 표지 모델로 선정되었다. 스워너풀은 2013년 빅토리아 시크릿 패션 쇼에서 판타지 브라의 주인공으로 발탁되었다. "Royal Fantasy Bra"라는 1000만 달러 브래지어는 무아와드에 의해 만들어졌다. 브래지어와 그에 어울리는 벨트는 중앙에 52캐럿의 루비가있는 18캐럿 금으로 장식 된 루비와 다이아몬드와 옐로우 사파이어를 포함한 4,200개 이상의 귀중한 보석으로 장식되었다.
2018년에 그녀는 자신의 스윔수트 컬렉션 'Tropic of C'를 런칭했다.

## 미디어
스워너풀은 〈FHM〉의 "세계에서 섹시한 여성 100" 목록에서 2010년에 61위, 2011년에는 62위, 2013년에는 75위, 2015년에는 36위에 선정되었고, 〈맥심〉의 "핫 100" 목록에서 1위를 차지했다.
스워너풀은 2010년과 2011년 사이에 300만 달러의 예상 수입으로 〈포브스〉의 "세계 최고 수입 모델" 목록에서 10위를 차지했다. 그녀는 2013년에 9위에 올랐으며, 예상 수입은 330만 달러였다. 2015년에 그녀는 500만 달러의 수입으로 8위를 차지했다. 2016년에 그녀는 700만 달러의 수입으로 8위를 차지했다.

## 사생활
스워너풀은 아프리칸스어, 영어와 포르투갈어에 능통하다. 그녀는 오랜 남자친구인 헤르만 니콜리는 브라질 출신의 모델이다. 그녀는 17살때 니콜리와 파리에서 만났고 23살 때부터 데이트를 했다. 2015년 8월에 두 사람은 10년 동안 데이트한 후 약혼을 발표했다. 2016년 10월, 그녀는 브라질 이스피리투산투주의 비토리아에서 첫 번째 자녀인 아들 아나칸을 출산했다. 2018년 6월, 그녀는 둘째 아들 아리엘을 출산했다.
2018년 기준으로, 그녀는 브라질과 뉴욕을 오가며 생활하고 있다. 그녀는 베하티 프린슬루, 도젠 크로스, 릴리 알드리지, 라이스 리베이로, 엘사 호스크, 마사 헌트, 로지 헌팅턴화이틀리와 친한 친구이다.

## 자선 활동
동료 모델인 크리스티 털링턴과 마찬가지로 스워너풀은 아프리카에서 어린이와 어머니의 "HIV 없는 세대"를 성취하기 위해 헌신한 Mothers2Mothers에 적극적으로 참여하고 있다. 스워너풀은 데님을 디자인했다.